# Księga ziół
Księga ziół (węg. Füves könyv) – książka Sándora Máraiego wydana 1943 w Budapeszcie. 
Najpopularniejsza książka autora na Węgrzech. Zawiera zbiór przemyśleń i refleksji na temat prawd elementarnych i spraw związanych z człowiekiem.